# Güttenbach
Güttenbach (Kroatisch: Pinkovac) is een gemeente in de Oostenrijkse deelstaat Burgenland, gelegen in het district Güssing (GS). De gemeente heeft ongeveer 1000 inwoners.

## Geografie
Güttenbach heeft een oppervlakte van 15,9 km². Het ligt in het uiterste oosten van het land.

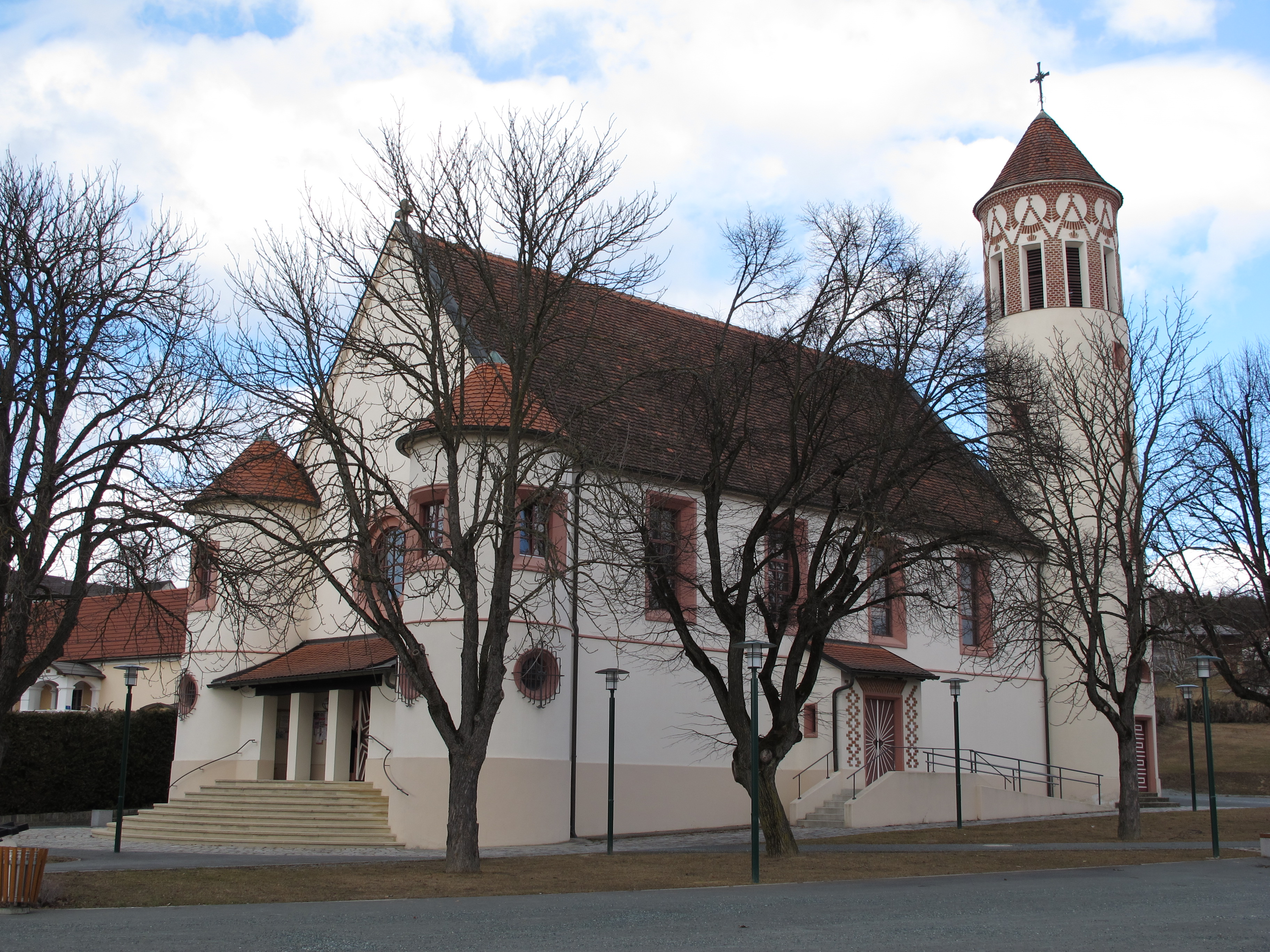
Kerk

Bildein · Bocksdorf · Burgauberg-Neudauberg · Eberau · Gerersdorf-Sulz · Großmürbisch · Güssing · Güttenbach · Hackerberg · Heiligenbrunn · Heugraben · Inzenhof · Kleinmürbisch · Kukmirn · Moschendorf · Neuberg im Burgenland · Neustift bei Güssing · Olbendorf · Ollersdorf im Burgenland · Rauchwart · Rohr im Burgenland · Sankt Michael im Burgenland · Stegersbach · Stinatz · Strem · Tobaj · Tschanigraben · Wörterberg
- Bibliothèque nationale de France: cb12336022b (data)
- Gemeinsame Normdatei: 4208744-2
- Virtual International Authority File: 235091108